# Kenny Hallaert
Kenny Hallaert (* 14. November 1981 in Hansbeke, Nevele) ist ein professioneller belgischer Pokerspieler und -turnierdirektor.

## Persönliches
Hallaert ist gelernter Elektroinstallateur und arbeitete bis Anfang 2008 in einer Firma. Er lebt in London.

## Pokerkarriere
Hallaert platzierte Ende 2004 eine Sportwette auf seinen Lieblingsverein FC Brügge und wurde dabei auf eine Werbung des Onlinepokerraums Unibet aufmerksam. Anschließend begann er um kleinere Geldbeträge zu spielen und las Pokerbücher. 2008 wurde er Promoter für das Casino in Namur und ein Jahr später deren Turnierdirektor. Heute spielt Hallaert online unter den Nicknames SpaceyFCB (PokerStars, Full Tilt Poker und 888poker), Spacey1891 (partypoker) und FCBSpacey (partypoker.fr und TitanPoker). Dabei hat er Turniergewinne von mehr als 6,5 Millionen US-Dollar aufzuweisen. Auf PokerStars gewann er 2017, 2019 und 2020 je ein Turnier der Spring Championship of Online Poker.
Seine erste Geldplatzierung bei einem Live-Turnier erzielte Hallaert im September 2006 in Barcelona. Mitte Juni 2009 war er erstmals bei der World Series of Poker (WSOP) im Rio All-Suite Hotel and Casino am Las Vegas Strip erfolgreich und kam bei einem Turnier der Variante No Limit Hold’em ins Geld. Im November 2009 belegte er den sechsten Platz beim Master Classics of Poker in Amsterdam für ein Preisgeld von rund 85.000 Euro. Ende Januar 2011 saß Hallaert am Finaltisch des Main Events der European Poker Tour in Deauville und erhielt für seinen sechsten Platz 155.000 Euro. Bei der WSOP 2015 erreichte er beim Colossus-Event, dem mit einem Teilnehmerfeld von 22.374 Spielern bis dahin größten ausgetragenen Live-Pokerturnier, den Finaltisch und wurde Fünfter für knapp 200.000 US-Dollar. Ein Jahr später erreichte Hallaert beim WSOP-Main-Event mit dem viertgrößten Chipstack den Finaltisch, der ab Ende Oktober 2016 gespielt wurde. Vor dem Finaltisch ließ er sich vom deutschen Pokerprofi Fedor Holz coachen. Hallaert landete auf dem sechsten Platz und erhielt sein bisher höchstes Preisgeld von knapp 1,5 Millionen US-Dollar. Bei der WSOP 2017 schaffte er es an zwei Finaltische und kam auch beim Main Event erneut bis zum sechsten Turniertag für summierte Einnahmen von mehr als 450.000 US-Dollar. Anfang November 2017 wurde Hallaert beim 111.111 Euro teuren High Roller for One Drop der World Series of Poker Europe im King’s Resort in Rozvadov Zehnter und erhielt ein Preisgeld von rund 300.000 Euro.
Insgesamt hat sich Hallaert mit Poker bei Live-Turnieren knapp 5,5 Millionen US-Dollar erspielt und ist damit nach Davidi Kitai der zweiterfolgreichste belgische Pokerspieler.